# Fabio Rovazzi
Fabiano Piccolrovazzi, cunoscut ca Fabio Rovazzi (n. 18 ianuarie 1994, Milano, Italia), este un youtuber și rapper italian. El este faimos pentru 3 cântece Andiamo a comandare, Tutto molto interessante și Volare cu Gianni Morandi.

## Biografie
Fabio Rovazzi s-a născut la Milano la 18 ianuarie 1994. În copilărie a urmat școala de artă, dar a părăsit școala în anul al patrulea și a devenit un YouTuber și personalitate Facebook, în 2014 începând să facă parodii după Fedez, cântece și versiuni ale pieselor J-Ax, devenind apoi în 2015 producătorul melodiilor și filmelor lor. În 2016 a publicat piesa Andiamo a comandare, care a câștigat 6 discuri de platină, apoi a lansat al doilea single Tutto molto interessante, care are acum 4 discuri de platină. A prezentat apoi publicului Volare cu Gianni Morandi, care câștigat 3 discuri de platină. În luna august a lansat albumul Rovazzi & Friends, ocupând primul loc în Italia. În cele din urmă a luat o bucată de muzică pentru fața locului publicitatea pentru Big Babol, Solo se ci sei te, care ar fi o previzualizare a primului album. Și pentru 18 ianuarie 2018 va fi primul său film Il Vegetale.

## Premii
- 2017 - MTV Europe Music Awards: The Best Collaboration (Volare, cu Gianni Morandi)

## Discografie

### Albume
- Rovazzi & Friends (feat. Gianni Morandi și Tommaso Paradiso)
- Volare, cu Gianni Morandi
- Solo se ci sei te, de Big Babol
- L'amore e una follia tra il bene e il male, cu Tommaso Paradiso

### Single-uri
- Andiamo a Comandare
- Tutto molto Interessante

## Filmografie
- Il vegetale (2018)